# TML-Studios
TML-Studios est un développeur allemand de jeux vidéo spécialisé dans les jeux de simulation. Aerosoft est un partenaire de développement de TML-Studios et s'occupe de la distribution des produits.
L'un des jeux les plus connus à l'heure actuelle est le simulateur de bus longue distance Fernbus Simulator.

## Contexte
L'entreprise a été fondée en 2004 à Erfurt par Thomas Langelotz. L'entreprise a démarré dans un appartement d'une pièce et dispose aujourd'hui d'une équipe de graphistes et de programmeurs. Les jeux de simulation les plus connus de TML-Studios sont World of Subways 1-4, City Bus Simulator et Fernbus Simulator. Le développement a commencé par les métros, suivis par les simulateurs de bus dans différentes villes. Le petit jeu amusant My Paper Boat a été créé comme projet de formation avec l'Unreal Engine. Avec le jeu Sunrise, le genre aventure a été repris afin d'offrir aux utilisateurs un nouveau type de divertissement. Tous les jeux de TML-Studios peuvent être achetés sur Steam. Le premier jeu pour console est actuellement en cours de développement.

## Jeux (ordre chronologique)
- Berlin Subway (2005)
- Linie 51 (2006)
- Sunrise - The Game (2008)
- World of Subways 1 - The Path (2008)
- City Bus Simulator New York City (2008)
- World of Subways 2 - Berlin Linie 7 (2009)
- Dive to the Titanic (2011)
- Kehrmaschinen Simulator (2011)
- Bus & Cable Car Simulator (2011)
- Bus Simulator 2012 (2012)
- City Bus Simulator Munich (2012)
- World of Subways 3 - Circle Line London (2014)
- World of Subways 4 - New York City Subway Line 7
- My Paper Boat (2015)
- Fernbus Simulator (2016)
- Tourist Bus Simulator (2018)
- The Bus (2021)

## Flux radio

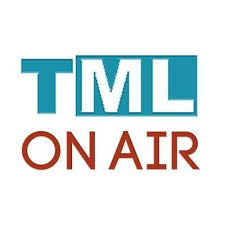
Logo.

La station de radio Doublebass.fm, fondée en 2012, a été intégrée comme divertissement dans Fernbus Simulator sorti en 2016. Auparavant, elle ne pouvait être écoutée que sur Internet via diverses plateformes de streaming populaires pour la radio Internet. En 2017, la deuxième station Flashbass.fm a suivi. On peut également l'entendre dans Fernbus Simulator, ainsi que dans Tourist Bus Simulator et via les plateformes de streaming. Les deux stations appartiennent à la marque interne TML onair et sont soutenues par laut.fm (de).

### Doublebass.fm
Fondée en 2012 par Thomas Langelotz, PDG de TML-Studios. Vous pouvez écouter de la house, de la deep house associée à de la tropical house, de la musique pop, parfois du rock avec une pincée de hip hop. Le tout sept jours sur sept, 24 heures sur 24, sans nouvelles, sans météo ni trafic. Chaque jour, mais à des moments différents, il y a de nouvelles présentations de la scène musicale actuelle. 
| En semaine | Temps                 |
| ---------- | --------------------- |
| Lundi      | à partir de 10 heures |
| Mardi      | à partir de 15 heures |
| Mercredi   | à partir de 19 heures |
| Jeudi      | à partir de 21 heures |
| Vendredi   | à partir de 18 heures |
| Samedi     | à partir de 20 heures |
| Dimanche   | à partir de 16 heures |

### Flashbass.fm
Après 9 ans de DJing, la collection de disques de cette époque qui en résulte et une année de travail pour les numériser, la station a été fondée en octobre 2017. À l'origine, cette radio devait également servir de radio de divertissement dans les simulateurs de bus, mais elle a gagné en popularité, si bien que TML-Studios a décidé de la diffuser sur Internet. La musique du dernier demi-siècle peut être entendue sous forme d'originaux, de reprises, de remixes et de maximax. Cette station a la particularité de diffuser une émission en direct tous les vendredis soirs, mais là aussi, il n'y a pas d'informations, de météo ou de trafic. Ce spectacle en direct consiste plutôt en un mélange de divertissement, de gags et de faits intéressants de la scène musicale. Elle est animée personnellement par le PDG de TML-Studios Thomas « Tom » Langelotz et son co-présentateur René Tschacher.